# Phường 11, Vũng Tàu
Phường 11 là một phường thuộc thành phố Vũng Tàu, tỉnh Bà Rịa – Vũng Tàu, Việt Nam.

## Địa lý
Phường 11 nằm ở phía đông bắc thành phố Vũng Tàu, có vị trí địa lý:
- Phía đông giáp Phường 12
- Phía tây giáp phường Rạch Dừa và Phường 10
- Phía nam giáp biển Đông
- Phía bắc giáp xã Long Sơn.

Phường có diện tích 10,69 km², dân số năm 2002 là 10.001 người, mật độ dân số đạt 935 người/km².

## Lịch sử
Địa bàn phường 11 nằm trên địa giới làng Thắng Nhất, một trong ba làng người Việt đầu tiên hình thành trên bán đảo Vũng Tàu. Năm 1822, để bảo vệ trị an trên vịnh Gành Rái và cửa biển vào Gia Định, vua Gia Long đã cử ba đội thủy binh ("thuyền") đến vùng đất Vũng Tàu trấn giữ. Sau khi hoàn thành nhiệm vụ, nhà vua cho giải ngũ ba đội này, lập nên 3 làng Thắng Nhất, Thắng Nhì và Thắng Tam.
Dưới thời Pháp thuộc, Thắng Nhứt là một trong 7 xã thôn thuộc tổng Vũng Tàu, thị xã Cap Saint Jacques, sau đó là một xã của quận Vũng Tàu, rồi thành khu phố và phường thuộc thị xã Vũng Tàu.

### Hiệp định Genève
Những năm 1954-1955, chính quyền Ngô Đình Diệm đã đưa nhiều người Công giáo và người di cư vào Vũng Tàu. Một số giáo dân đã dời về ấp Phước Thành, Nam Bình và ấp Hải Đăng (gần Cửa Lấp), hình thành nên nhiều họ đạo Công giáo
Ngày 30 tháng 3 năm 1965, chính quyền Việt Nam Cộng hòa chia địa phận thị xã Vũng Tàu thành nhiều khu phố. Theo đó, các xã gọi là "khu phố". Đồng thời, thành lập thêm khu phố Phước Thắng trên cơ sở sáp nhập xã Khắc Kỷ và một phần đất xã Phước Tỉnh thuộc quận Long Điền lân cận.
Nhằm phục vụ cuộc chiến tại Việt Nam, chính quyền Việt Nam Cộng hòa và đồng minh đã xây dựng nhiều cơ sở quân sự tại khu vực phường 11 hiện nay. Khu vực cảng Cát Lở được chọn làm nơi đặt trụ sở Bộ Tư lệnh Vùng 3 Duyên hải (Hải khu 3) và căn cứ của Hải đội 3 Hải quân, chịu trách nhiệm tuần tra và chiến đấu trên vùng biển từ Bình Tuy đến Vĩnh Bình.
Năm 1972, chính quyền mở trường Trung học Phước Thắng.
Tính đến ngày 30 tháng 4 năm 1975, trên địa bàn phường Phước Thắng có 2 trường tiểu học và 1 trường trung học.

### Ngày thống nhất
Sau ngày thống nhất, phường Phước Thắng trực thuộc thị xã Vũng Tàu, sau thuộc Đặc khu Vũng Tàu - Côn Đảo.
Ngày 14 tháng 5 năm 1986, chính quyền đặc khu đổi tên phường Phước Thắng thành phường 11. Khi mới thành lập, phường trực thuộc đặc khu Vũng Tàu – Côn Đảo.
Ngày 12 tháng 8 năm 1991, đặc khu Vũng Tàu - Côn Đảo giải thể, Phường 11 trực thuộc thành phố Vũng Tàu, tỉnh Bà Rịa - Vũng Tàu.
Ngày 22 tháng 10 năm 2002, Chính phủ ban hành Nghị định 83/2002/NĐ-CP. Theo đó, thành lập Phường 12 trên cơ sở 3.429,8 ha diện tích tự nhiên và 15.826 người của Phường 11. Sau khi điều chỉnh địa giới hành chính, Phường 11 còn lại 1.069,2 ha diện tích tự nhiên và 10.001 người.
Từ năm 2005 đến 2015, các tuyến Quốc lộ 51C và 51B được khánh thành, trở thành đường trục chính ra vào trung tâm thành phố Vũng Tàu. Sự kiện này đem đến thay đổi vượt bậc về hạ tầng đô thị ở khu vực phía nam của phường.
Năm 2023, phường khánh thành trường tiểu học Phước An và trường THCS Lương Thế Vinh tại khu phố 2.
Hiện nay chính quyền thành phố Vũng Tàu đang triển khai trung tâm hành chính mới tại Phường 11. Các công sở lớn của thành phố đang chuyển về khu vực này bao gồm: Tòa án Nhân dân thành phố, Bệnh viện Vũng Tàu, trường THPT Chuyên Lê Quý Đôn, trường Cao đẳng Kỹ thuật và Công nghệ.

## Chính trị
Hội đồng Nhân dân và Ủy ban Nhân dân phường là hai cơ quan quyền lực Nhà nước ở địa phương này. Trong đó, Hội đồng nhân dân hiện tại là hội đồng nhân dân khóa 2021-2026, được bầu tại kỳ bầu cử Quốc hội khóa XV. Đứng đầu hội đồng nhân dân là Chủ tịch Hội đồng nhân dân. Trước đó, từ năm 2008 đến 2016, phường này không có hội đồng nhân dân, do thực hiện thí điểm không tổ chức hội đồng nhân dân.
Ủy ban Nhân dân là cơ quan chấp hành của Hội đồng nhân dân. Đứng đầu cơ quan này là Chủ tịch ủy ban nhân dân. Chủ tịch Ủy ban nhân dân đương nhiệm là bà Nguyễn Thị Thanh Vân.
Về mặt Đảng, Đảng ủy phường 11 là cơ quan lãnh đạo của Đảng Cộng sản Việt Nam tại địa phương. Bí thư Đảng ủy hiện nay là bà Đoàn Thị Thu Giang, cũng đồng thời là Chủ tịch Hội đồng nhân dân.
Trụ sở Đảng ủy, Hội đồng nhân dân và Ủy ban nhân dân phường 11 đặt tại số 1020 đường 30/4, phường 11.

### Bầu cử
Ở cấp tỉnh, phường 11 thuộc đơn vị bầu cử số 3, gồm các phường 11, 12, Thắng Nhất và xã Long Sơn, bầu ra 5 đại biểu cho Hội đồng nhân dân tỉnh Bà Rịa - Vũng Tàu.
Ở cấp thành phố, phường nằm trong đơn vị bầu cử số 4, cùng với phường Rạch Dừa, bầu ra 5 đại biểu cho Hội đồng nhân dân thành phố Vũng Tàu.

## Giáo dục
Trên địa bàn phường có 3 trường tiểu học là: Tiểu học Phước Thắng, Tiểu học Nguyễn Bỉnh Khiêm và tiểu học Phước An. Có 2 trường Trung học cơ sở là Trường THCS Phước Thắng và THCS Lương Thế Vinh.
Ngoài ra, trường THPT Chuyên Lê Quý Đôn cũng đặt trụ sở đào tạo chính tại phường này.

## Y tế
Bệnh viện đa khoa chính của thành phố Vũng Tàu đã khánh thành và đi vào hoạt động năm 2022.